# István Móna
István Móna (Nyíregyháza, 17 de setembro de 1940 - 28 de junho de 2010) é um ex-pentatleta húngaro, campeão olímpico e tetra-mundial. 

## Carreira
István Móna representou seu país nos Jogos Olímpicos de 1968, na qual conquistou a medalha de ouro, no pentatlo moderno por equipes. 